# Зорев, Николай Николаевич
Николай Николаевич Зорев (род. 31 мая 1915 года, Троицкосавск, Бурятия, Российская империя — 1 августа 1978 года, Москва, РСФСР, СССР) — специалист в области технологии тяжелого машиностроения, член-корреспондент АН СССР (1974).

## Биография
Родился 31 (18) мая 1915 года в г. Троицкосавск (с 1934 года — город Кяхта в Бурятии) в семье служащих.
В 1932 году — поступил в Сибирский строительный институт, а в 1934 году — перевелся в Томский политехнический институт, который окончил в 1938 году, затем продолжил обучение в аспирантуре там же.
В 1943 году — защитил кандидатскую диссертацию и был переведен в Москву, в 1957 году — защитил докторскую диссертацию и присвоено учёное звание профессора.
С 1943 года и до конца жизни работал в ЦНИИ технологии машиностроения (ЦНИИтехмаш), где прошел путь от научного сотрудника до заместителя директора и директора института (с 1973 года до своей кончины в 1978 году).
В 1974 году — избран членом-корреспондентом АН СССР.
Умер 1 августа 1978 года в Москве.

### Память
На здании ЦНИИтехмаш установлена памятная доска.

## Научная деятельность
Специалист в области технологии тяжелого машиностроения.
Под его руководством и непосредственном участии был проведен большой объём научно-исследовательских и опытно-промышленных работ по созданию новых технологических процессов и новых материалов в производстве оборудования атомных электростанций.
Автор более 130 научных трудов, в том числе 28 монографий, имел 25 авторских свидетельств и иностранных патентов.
Являлся действительным членом Международного технологического института «СИРП», членом Межведомственного технического совета по атомным электростанциям, членом Комиссии по машиностроению Комитета по Ленинским и Государственным премиям, членом редколлегии журнала «Вестник машиностроения», членом научно-технического совета Министерства тяжелого, энергетического и транспортного машиностроения, председателем секции по труднообрабатываемым материалам, заместителем председателя Научного совета по технологии машиностроения Госкомитета по науке и технике Совмина СССР.

### Избранные труды
- Исследование элементов механики процесса резания (1952)
- Высокопроизводительная обработка стали твердосплавным инструментом при прерывистом резании (1961)
- Обработка резанием тугоплавких сплавов (1966)
- Процесс износа твердосплавного инструмента (1971)
- Развитие науки о резании металлов (под его руководством, 1971), удостоена премии имени И. А. Тиме
- Монография «Механика процесса резания металлов» (издана в США в 1969 году)

## Награды
- Орден Ленина (1971)
- Орден Трудового Красного Знамени (1975)
- Государственная премия СССР (посмертно, в составе группы, за 1980 год) — за созданиеи широкое промышленное внедрение комплекса уникального оборудования и принципиально новых технологических процессов производства однослойных и биметаллических изделий ответственного назначения
- Медаль «За трудовую доблесть» (1954)
- Заслуженный деятель науки и техники РСФСР (1956)